# Pseudanthias hypselosoma
Pseudanthias hypselosoma is een straalvinnige vis behorend tot het geslacht Pseudanthias. De vis komt voor in de Grote Oceaan en Indische Oceaan kan een lengte bereiken van 19 cm.